# 平庸红螯蛛
平庸红螯蛛（学名：Chiracanthium trivialis）为管巢蛛科红螯蛛属的动物。分布于印度以及中国大陆的西藏等地，一般栖息于农田石块下。该物种的模式产地在印度。